# La llengua dels valencians
 (juin 2025).
La llengua dels valencians (« La Langue des Valenciens ») est un livre de Manuel Sanchis Guarner sur l'histoire et le rôle social de la langue catalane, réalisé à destination du public valencien et publié pour la première fois en 1933 chez L'Estel. Écrit à des fins didactiques et de divulgation l'année suivant la signature des Normes orthographiques de Castelló, il est considéré comme un grand classique et un ouvrage de référence fondamental, qui a influencé des générations de lecteurs et de chercheurs.
Bien qu'il s'agisse d'une œuvre de jeunesse de Sanchis Guarner, écrite alors qu'il est tout juste âgé d'une vingtaine d'années, c'est la plus influente de cet auteur qui deviendra, en tant que philologue et historien, l'une des principales figures intellectuelles de référence du valencianisme. Le livre présente deux versants fondamentaux : d'une part celui d'un guide pratique linguistique et scientifique, qui se veut informatif et le plus objectif possible, et d'autre part celui d'un véritable manifeste valencianiste, « patriotique » ou « nationaliste », qui promeut la loyauté des Valenciens envers leur langue en les exhortant à la défendre et à la regarder avec dignité, en contrant les importants préjugés linguistiques existant après des siècles de mise à l'écart de l'espace public. Il contient cette célèbre citation de l'auteur,,,, :
« Qui renuncia a la seua llengua, renuncia a la seua pàtria, i qui renega de la seua pàtria és com el qui renega de la seua mare [...] Un poble que oblida la seua llengua és un poble en el trànsit de la mort »
« Qui renonce à sa langue renonce à sa patrie, et qui renie sa patrie est comme celui qui renie sa propre mère [...] Un peuple qui oublie sa langue est un peuple sur le chemin de la mort »
Trois versions successivement révisées et augmentées du livre ont paru (la dernière datant de 1967). L'ouvrage conserve en grande partie sa validité en dépit de son ancienneté et il a fait l'objet de nombreuses rééditions.

## Contexte et propos

### La Seconde République: avancée des revendications régionalistes et normalisation de la langue catalane
L'avènement de la Seconde République espagnole et l'approbation d'une nouvelle Constitution en 1931 constituent une avancée sans précédent pour les revendications régionalistes. En effet, le nouveau texte constitutionnel instaure l'Espagne comme une « République démocratique », constituant un « État intégral compatible avec l'autonomie des municipalités et des régions », autorisant ainsi « une ou plusieurs provinces limitrophes, avec des caractéristiques historiques, culturelles et économiques communes » à s'accorder pour constituer une région autonome en présentant un statut d'autonomie établi selon l'article 12. Sur le plan linguistique, la Constitution établit la prééminence du castillan, langue officielle de la République que tout citoyen a le devoir de connaître et le droit d'utiliser, mais laisse ouvre la possibilité de reconnaître des droits aux langues régionales, notamment celle d'une organisation de l'enseignement par les régions autonomes et des exigences en la matière dans certains cas à déterminer.
Au Pays valencien, diverse initiatives culturelles notables font suite à l'instauration du nouveau régime. En 1932, Carles Salvador publie El bilingüisme. Problemes que planteja a les escoles, Agrupació Valencianista Republicana  organise une « Semaine culturelle valencienne » et Acció Cultural Valenciana  demande la réouverture de la chaire de valencien du père Fullana à l'université de Valence. Concernant ce dernier point, des réticences sont néanmoins exprimées en raison de l'absence d'une normative orthographique bien établie,.
Néanmoins, les travaux de normativisation du catalan se poursuivent et le processus peut rapidement être mené à terme. En 1932 est publié le Diccionari General de la Llengua Catalana de Pompeu Fabra, puis, sont signées les Normes de Castellón, avec une volonté réitérée d’éviter toute subordination : « On ne prétend assujettir aucune variété à une autre : il s’agit simplement qu’au sein de chacune des trois grandes régions de langue catalane, soit accompli un travail de dépuration et de redressement de la langue » et un caractère fédérateur mis en exergue dès l'introduction du texte (« Il n’y a pas de vaincus, car les autorités philologiques signataires maintiennent leurs points de vue scientifiques […] toutes respectent les graphies approuvées. ») ainsi que l’absence de coercition (« Les écrivains, les maisons d’édition, les universités, l’Administration, les moyens de communication, l’ensemble de la société valencienne ont pleinement assumé, sans imposition d’aucune sorte, ce début d’accord orthographique »).
En 1932 est fondé le Centre d'Actuació Valencianista (« Centre d'action valencianiste », CAV), regroupant de nombreux militants d'idéologie diverse dans l'objectif de promouvoir le valencianisme.
Lors de la Fête du livre de 1933, l'ayuntamiento de Valence met à la disposition du public un exemplaire gratuit des Normes de Castellón et ouvre un service d’aide à la correction de divers documents rédigés en catalan. C'est cette même année que Manuel Sanchis Guarner publie La Llengua dels Valencians. Carles Salvador fait également paraître d’autres travaux faisant clairement référence aux normes : Vocabulari Ortogràfic Valencià, precedit d’una Declaració i Normes Ortogràfiques (« Vocabulaire orthographique valencien, précédé d'une déclaration et de normes orthographiques », 1933) puis Ortografia valenciana amb exercicis pràctics (« Orthographe valencienne avec exercices pratiques », 1934), etc.

### Rédaction et objet
Du point de vue de la vie de l'auteur, La llengua dels valencians est écrit alors qu'il est âgé de 22 ans, peu avant sa rencontre avec le Minorquin Francesc de Borja Moll, qui ne tarira pas d'éloge sur l'œuvre, rencontre qui sera suivie de la participation active de Sanchis Guarner à l'Atlas linguistique de la péninsule Ibérique dirigé par Ramón Menéndez Pidal, père des études romanes hispaniques.
La llengua dels valencians est écrit à des fins éminemment didactiques et de divulgation linguistique, alors que les travaux de normalisation orthographique et grammaticale du valencien étaient en pleine effervescence, et quelques semaines après la signature des Normes de Castelló, le principal jalon de ce processus.
L'œuvre fut commandée à Sanchis Guarner par Adolf Pizcueta, membre du CAV et directeur de la maison d'édition L'Estel (ca). Pizcueta lui demanda d'écrire un précis à destination du grand public public valencien qui traiterait de façon neutre et avec la plus grande objectivité possible des principaux aspects de la langue catalane. Le livre est publié en décembre 1933 dans la nouvelle collection Quaderns d'Orientació Valencianista (« Cahiers d'orientation valencianistes »),, influente série d'œuvres de divulgation adressée au grand public visant à promouvoir auprès de lui le valencianisme et à le familiariser avec l'état du savoir. Joan Fuster, le « père » du nationalisme valencien et symbole de la lutte pour la défense du valencien, a été profondément influencé par La llengua dels valencians (qu'il connaissait depuis 1939 ou 1940), ainsi que par  El País Valencià de Felip Mateu i Llopis et une grammaire de Carles Salvador, tous trois publiés dans la même série Quaderns d’Orientació Valencianista,,.
Dans la première édition, en 1933, le livre est une sorte d'introduction à la connaissance de ce qu'est le valencien, de son histoire et, du point de vue de l'auteur, des « obligations morales » — selon les termes employés par le philologue Antoni Ferrando — des Valenciens envers ce qui est le signe le plus caractéristique de leur personnalité, démantelant les clichés négatifs sur la langue pour clarifier son origine et sa filiation. Le livre est un plaidoyer pour l'usage et la dignification du valencien, qui exhorte les Valenciens à être fidèles à leur langue. Il contre les arguments de ceux qui expriment du mépris et défendent le maintien de la langue dans une position subalterne. Le livre constitue aussi une réponse à certains secteurs faisant usage d'une rhétorique anticatalaniste au moment de sa parution, comme le blasquisme à travers le journal El Pueblo (qui tente par exemple de discréditer le journal  El Camí, qui fera la promotion du livre, en traitant ses collaborateurs de « catalanistes ») ou Josep Maria Bayarri dans El perill català.
Sanchis Guarner base son ouvrage sur un exposé des faits, il tente de vulgariser l'état du savoir scientifique et les connaissances les plus avancées de la linguistique romane tout en s'efforçant de maintenir une position prudente, éclectique et ouverte, avec recul et objectivité. Il s'agit aussi ce faisant de ne pas froisser la fierté localiste et les susceptibilités de certains auteurs, par exemple Lluís Fullana (qui défendait encore la théorie selon laquelle le valencien descendait directement du latin vulgaire),. Par exemple, en se référant à l'histoire de la langue, l'auteur opte pour la vérité scientifique, mais présente l'« hypothèse mozarabiste » sans la discréditer ouvertement (cette théorie a depuis été consensuellement rejetée par la communauté scientifique). Sanchis Guarner, convaincu de l'indiscutable catalanité du valencien, mais aussi de la grande désorientation et ignorance régnant parmi les locuteurs de cette époque, adopte cette approche dialoguante en lien avec l’esprit de consensus qui avait permis d’aboutir à l’accord orthographique de Castellón quelques mois plus tôt et la nouvelle nécessité de diffuser cette norme orthographique,. Le livre est une réponse, rigoureuse et documentée, à certains secteurs valencianistes qui défendaient des notions pétries de préjugés autour de la langue valencienne. L'auteur exprime son étonnement devant la situation où ce qui est très clairement et unanimement établi d'un point de vue scientifique (la considération du valencien comme un élément de la langue catalane) est l'objet de vives controverses politisées. Il souligne qu'il s'agit d'un point d'une importance « capitale [...] car la langue est le véhicule de la culture, et la culture [est] le facteur le plus important de la nationalité, et nous savons tous que le pancatalanisme est le problème le plus important, et pour cela le plus passionnant, que le nationalisme valencien a devant lui ».

## Structure
Le premier chapitre est intitulé «obligarietat de la llengua» et traite du « caractère obligatoire de la langue », c'est-à-dire l'auteur y défend son point de vue selon lequel la fidélité des Valenciens envers leur langue relève de l'obligation morale : « Som valencians i el nostre idioma és el valencià; en ell devem de parlar i en ell devem d'esciure » (« Nous sommes valenciens et notre langue est le valencien ; en lui [dans cette langue] nous devons parler et en lui nous devons écrire »), écrit-il. Il y traite aussi de notions fondamentales comme « État », « nation » et « patrie ».
Le second chapitre s'intitule «Del nom i la unitat de l'idioma»  (« Du nom et de l'unité de la langue »). Il y traite, sur un ton particulièrement combatif («guerrillero», dans les mots de Joan Fuster) et virulent dans la première édition, des préjugés négatifs entourant le valencien et s'oppose au discours tenu par les classes dirigeantes hautement castillanisées.
Au troisième chapitre («Fracàs de l'intent secessionista» [« Échec de la tentative sécessionniste »]), il introduit certaines notions scientifiques pour expliquer qu'il n'existe pas de critère objectif permettant de juger de la « beauté » ou de la « valeur » d'une langue. Il fait également un rappel historique sur la littérature catalane, et en particulier la valencienne, en montrant que la langue des Valenciens compte parmi ses auteurs des sommités littéraires et que la langue, son unité et sa beauté ont été louées par les plus grandes figures intellectuelles espagnoles, comme Miguel de Cervantes et Menéndez y Pelayo.
Le quatrième chapitre, «Esquema de geografia lingüística» (« Schéma de géographie linguistique ») présente des éléments dialectologiques et statistiques sur la langue catalane. En accord avec les critères scientifiques, le valencien y est décrit comme un élément du bloc catalan occidental. Le chapitre contient aussi un premier essai de classification des parlers valenciens.
Dans le cinquième et dernier chapitre, intitulé «Resum d'història de la llengua» (« abrégé d'histoire de la langue »), il adopte une posture extrêmement neutre sur la question des origines du catalan et du valencien, probablement dans une volonté de ne pas provoquer de division au sein des milieux valencianistes. Il expose les différentes théories débattues et s'en remet au jugement du lecteur sans se positionner lui-même, une posture proche de celle adoptée par la revue Taula de Lletres Valencianes peu auparavant (1927-1930) ou d'El Camí (1932-1934). Cette tiédeur vaudra à l'auteur des critiques, l'accusant de faire preuve d'une « circonspection extrême ».

## Réception, importance et infuence
Le livre est accueilli avec enthousiasme dans les cercles valencianistes, dont il constitue un premier manuel de référence. Les critiques soulignent en particulier le sérieux et le professionnalisme de l'auteur.
Dans les colonnes de Las Provincias, le principal journal régional, le directeur Teodor Llorente i Falcó écrit sous le pseudonyme Jordi de Fenollar un article élogieux, présentant l'ouvrage comme « un travail fait très consciencieusement, dans lequel sans divagations inutiles ni étalages pédants sont abordés tous les problèmes qui affectent notre langue vernaculaire ». Dans l'hebdomadaire El Camí, Adolfo Pizcueta écrit sous les initiales « P. C. » (pour Pere Cardona) qu'il s'agit d'un livre que « tous les Valenciens, quelle que soit leur contrée et leurs idées, doivent connaître ». Quelques semaines plus tard, le grammairien Carles Salvador soutient dans le même journal que c'est un « livre d'indispensable lecture et méditation »,.
Ces considérations initiales sur l'ouvrage ont perduré par la suite, faisant de celui-ci  l'œuvre la plus influente de Manuel Sanchis Guarner. Il est considéré comme un grand classique, un manuel très utile, d'une grande valeur instructive, un outil indispensable à la connaissance du valencien,, dont la lecture devrait être « obligatoire ». L'écrivain et journaliste Xavier Aliaga le décrit comme un « monument a l'autoestima » (« monument à l'auto-estime ») et l'hispaniste français Franck Martin, spécialiste du valencien, comme un « livre phare du valencianisme culturel et politique ». En 1978, à l'occasion de la 6e édition, l'historien et philologue baléare Josep Massot (en) affirme qu'il s'agit d'« un manuel extrêmement utile pour l'étude de la langue catalane vue depuis le Pays valencien ».
Dans un article publié dans la revue Destino en 1960, année de la deuxième édition du livre dont il est l'instigateur, Joan Fuster écrit : « Nous sommes nombreux, en effet, les Valenciens qui devons à ces lointaines pages de Sanchis [la première édition de La llengua dels valencians] un point initial d'inquiétude et de lumière [d'éclairage] à propos de l'une des questions les plus critiques de notre région : la langue »,. Santi Cortés estime qu'il est probable que l'ouvrage ait eu une influence décisive dans la conversion de Fuster de « régionaliste » à « nationaliste ».
D'un point de vue philologique, il s'agit d'une œuvre très importante, car c'est le premier livre scientifique sur le valencien écrit selon les critères de la philologie romane, avec une grande érudition, beaucoup de données documentaires, et qui a jeté les bases d'études ultérieures. L'ouvrage est considéré comme encore pleinement valide, à l'exception de quelques passages où l'auteur s'est montré très prudent vis-à-vis de certaines théories qui ont été depuis totalement démenties.

## Rééditions
À partir des années 1950, après les dures années de la guerre civile et du début du franquisme, les initiatives et publications en défense du valencien et de son enseignement se multiplient : publication de la Gramàtica Valenciana de Sanchis Guarner (Torre, 1950), cours de valencien assurés par Carles Salvador à Lo Rat Penat, présentation à Valence du monumental Diccionari català-valencià-balear par Sanchis Guarner et Francesc de Borja Moll, qui constitue « un jalon historique du valencianisme, [...] l'acte d'affirmation de l'unité linguistique le plus important depuis la signature des Normes de Castelló en 1932, », en 1954 reprise des cours de valenciens, assurés par Manuel Sanchis Guarner, grâce au soutien de Francisco Sánchez-Castañer, doyen de la faculté de lettres, publication de Parleu bé et Lliçons de gramàtica valenciana de Salvador en 1957, parution du mensuel Valencia Cultural entre 1960 et 1964, etc.
Sanchis Guarner est une incarnation de ce renouveau du valencianisme culturel des années 1950. En septembre 1958, Fuster le contacte et lui demande d'entreprendre une nouvelle édition mise à jour de La llengua dels valencians. Il s'agit de s'adresser à un nouveau public, les jeunes Valenciens du début des années 1960, tout en remaniant le ton de prudence de la première édition, qui avait pu paraître excessif.
Dans la nouvelle édition de La llengua dels valencians, Sanchis Guarner réaffirme l'unité du catalan et du valencien, dénonce les jeunes des villes de Valence et d'Alicante qui abandonnent le valencien par « snobismes », les Valenciens hispanophones qui « prétendent [le] réduire [...] aux sphères familiales, à la plaisanterie et à la rigolade », qui pensent que le valencien est « propre des ouvriers et des paysans, ou des gens de village ».
La dernière révision du texte est réalisée par l'auteur en 1967, pour sa republication dans la maison d'édition Garbí (dont c'est le premier ouvrage publié), sous l'impulsion d'Alfons Cucó, Valerià Miralles et Tomàs Llorens.
À partir de 1972, l'édition du livre est prise en charge par Tres i Quatre, donnant lieu à un grand nombre de republications.